# 第8回インド国際映画祭
第8回インド国際映画祭（だい8かいインドこくさいえいがさい、8th International Film Festival of India）は、1981年1月3日から同月16日までニューデリーで開催された。

## 受賞結果
- 長編映画部門金孔雀賞：『The Unknown Soldier’s Patent Leather Shoes』 - ランゲル・ヴァルチャノフ（英語版）、『Aakrosh』 - ゴーヴィンド・ニハラニ
- 短編映画部門金孔雀賞：『A Period of Transition』